# Xenon Racer
Xenon Racer — гоночна відеогра, розроблена італійським розробником 3DClouds та опублікована Soedesco для Microsoft Windows, PlayStation 4, Nintendo Switch і Xbox One. Вийшла у світ 26 березня 2019 року.

## Ігровий процес
Дії гри розгортаются в 2030 році.  Гравці змагаються в семи різних місцях світу, використовуючи транспортні засоби, які, згідно з даними гри, були останніми автомобілями з колесами, оскільки машини були замінені літаючими транспортними засобами.

## Розробка
На початку розвитку гри вона була порівняна з іншими гоночними серіями, такими як F-Zero, Wipeout та Fast RMX.
У лютому 2019 року Soedesco оголосили про партнерство з канадською звукозаписною компанією Monstercat, щоб додати в гру частину музичної бібліотеки лейблу.

## Відгуки
Версія Xenon Racer для PlayStation 4 отримала "змішані або середні" відгуки, як  повідомляє агрегатор оглядів Metacritic.